# ديفيد فينيكس
ديفيد فينيكس (بالإنجليزية: David Andrew Phoenix)‏ هو عالم كيمياء حيوية بريطاني، ولد في 26 فبراير 1966 في Davyhulme ‏ في المملكة المتحدة.